# 천징민
천징민(중국어 정체자: 陳靜敏, 병음: Chén Jìngmîn, 1966년 5월 2일 ~ )은 타이완의 학자, 정치인, 간호사이다. 2018년, 2022년 비려대표의 입법위원으로 당선된다.